# 1532-es busz
Az 1532-es jelzésű autóbusz egy országos autóbuszjárat volt, amely Kecskemétet kötötte össze Gyöngyössel. 
Útvonalhossza 156,9 km, menetideje 3 óra 30 perc (210 perc) volt. Naponta egy járatpár szállította az utasokat.
A 2020. december 13-ai menetrendváltással a Volánbusz megszüntette az autóbuszvonalat.

## Megállóhelyei
| 0  | Kecskemét, autóbusz-állomás végállomás | 21 | 1, 2D, 2S, 7, 7C, 12D, 15, 19, 21, 21D, 22, 25, 32 550, 551, 553, 555 1080, 1081, 1085, 1087, 1090, 1092, 1348, 1362, 1376, 1499, 1524, 1528, 1529, 1535, 1547, 1566 4777, 5075, 5076, 5202, 5203, 5205, 5206, 5207, 5208, 5209, 5210, 5211, 5212, 5214, 5215, 5216, 5217, 5218, 5219, 5220, 5221, 5222, 5223, 5224, 5225, 5226, 5227, 5228, 5229, 5230, 5231, 5232, 5233, 5234, 5235, 5237, 5238, 5239, 5240, 5241, 5242, 5245, 5250, 5255, 5258, 5279, 5354, 5359, 5387, 5502 |
| 1  | Gácsi vendéglő                         | 20 | 1081 5202, 5203, 5205 |
| 2  | Szentkirály, Szent István tér          | 19 | 1081 5202, 5203, 5205 |
| 3  | Tiszakécske, városháza                 | 18 | 532, 546 1081, 1514, 1517 5202, 5203, 5247, 5249, 5252 |
| 4  | Újbög, iskola                          | 17 | 5206, 5247, 5249 |
| 5  | Tiszajenő, vasútállomás                | 16 | 532, 533, 538, 540 1464, 1514, 1517 4632, 5206, 5247, 5249 személyvonat |
| 6  | Tiszavárkony, bejárati út              | 15 | 532, 533 1464, 1514, 1517 4630, 4632, 5206 |
| 7  | Tószeg, községháza                     | 14 | 532, 533 1464, 1514, 1517 4630, 4632, 5206 |
| 8  | Szolnok, Jubileum tér                  | 13 | 2Y, 3, 10, 11, 12, 13, 13Y, 14, 16, 21, 32, 33, 34, 34A, 34E, 34Y, 38, 42 532, 534, 538, 553 1464 4600, 4601, 4603, 4630, 4632, 4638, 5206 |
| 9  | Szolnok, autóbusz-állomás              | 12 | 3, 4A, 10, 12, 15, 23, 24, 24A, 32, 33 532, 533, 534, 538, 553 1077, 1377, 1464, 1466, 1467, 1468, 1469, 1514, 1515, 1517, 1518, 1535 4600, 4601, 4602, 4603, 4605, 4606, 4607, 4608, 4609, 4610, 4611, 4612, 4613, 4614, 4616, 4617, 4618, 4619, 4620, 4621, 4622, 4623, 4630, 4632, 4638, 5206 |
| 10 | Szászberek, Kossuth út                 | 11 | 1466, 1467, 1469, 1515 4601, 4602, 4603, 4660 |
| 11 | Jászalsószentgyörgy, községháza        | 10 | 1078, 1466, 1467, 1469, 1515 4601, 4602, 4659, 4660, 4662 |
| 12 | Jánoshida, Túláti elágazás             | 9  | 1078, 1466, 1467, 1469, 1515 4601, 4602, 4660, 4662, 4663 |
| 13 | Alattyán, községháza                   | 8  | 1078, 1466, 1467, 1469, 1515 4601, 4602, 4660, 4662, 4663 |
| 14 | Jásztelek, községháza                  | 7  | 1078, 1466, 1467, 1469, 1515 4601, 4602, 4660, 4662, 4663 |
| 15 | Jászberény, kórház II.                 | 6  | 2, 2A, 3, 5, 6 1467 4655, 4662, 4663 |
| 16 | Jászberény, autóbusz-állomás           | 5  | 1, 2, 2A, 3, 4, 5, 6, 6A, 7, 8, 8A, 8Y, 9, 17, 18 498, 499, 503, 523 1070, 1074, 1075, 1076, 1077, 1078, 1348, 1362, 1376, 1378, 1443, 1466, 1467, 1469, 1515, 1535 3424, 3443, 3667, 3668, 3669, 4601, 4602, 4650, 4653, 4654, 4655, 4659, 4660, 4662, 4663, 4681, 4685, 4686 |
| 17 | Jászárokszállás, városháza             | 4  | 1061, 1063, 1348, 1378, 1469, 1515 3667, 3670, 3688, 4602, 4650, 4653, 4658 |
| 18 | Vámosgyörk, vasútállomás               | 3  | 1061, 1063, 1348, 1378, 1469, 1515 3670, 3673, 3697, 4602, 4653 S80-as személyvonat, S87-es személyvonat, személyvonat, sebesvonat, Campus Expressz, InterRégió |
| 19 | Atkár, autóbusz-váróterem              | 2  | 1061, 1063, 1348, 1378, 1469, 1515 3612, 3670, 3673, 3697, 4602, 4653 |
| 20 | Gyöngyös, Toronyház                    | 1  | 1, 1S, 2, 2S, 3, 3S 1040, 1045, 1046, 1049, 1050, 1051, 1052, 1054, 1068, 1069, 1348, 1378, 1427, 1469, 1515 3448, 3604, 3612, 3652, 3670, 3674, 3675, 3676, 3679, 3697, 4602, 4653 |
| 21 | Gyöngyös, autóbusz-állomás végállomás  | 0  | 1, 1A, 1S, 2, 2S, 3, 3S 1040, 1045, 1046, 1049, 1050, 1051, 1052, 1054, 1068, 1069, 1301, 1305, 1308, 1348, 1362, 1378, 1379, 1386, 1427, 1444, 1469, 1515 3445, 3448, 3471, 3492, 3604, 3612, 3628, 3650, 3652, 3655, 3656, 3660, 3662, 3663, 3664, 3665, 3666, 3670, 3673, 3674, 3675, 3676, 3677, 3678, 3679, 3680, 3681, 3688, 3693, 3694, 3696, 3697, 3698, 3699, 4602, 4653                                                                                               |